# Saint-Cyr-du-Ronceray

Saint-Cyr-du-Ronceray este o comună în departamentul Calvados, Franța. În 1 ianuarie 2018 avea o populație de 724 de locuitori.